# 荒村寺
荒村寺（こうそんじ）は兵庫県伊丹市にある曹洞宗の仏教寺院。

## 歴史
この地は伊丹字古城と呼ばれ、有岡城跡の一部で、寺の由来記によると、伊丹郷町の木綿屋徳三郎が禅宗に深く帰依し、堺町にあった閑室に嘯山虎渓和尚を招いて参禅したのが始まり。
- 天保年間（1830年～1843年）に一妙法国尼を開基とする尼寺となり、城山庵と号したが、荒木村重の古城跡の由緒から荒村庵と改める。
- 昭和39年（1964年）寺号を荒村寺と改めた。
- 昭和52年（1977年）JR伊丹駅前周辺整備により、有岡城跡の現在フランドル鐘（カリヨン）のある辺りから現在地に移転。[1]

## 境内
- 行者堂
- 竜王堂
- 稲荷堂
- 応安7年（1374年）の宝篋印塔（一部分は現在手洗い鉢として使用）
- 天保13年（1842年）の一石五輪塔
- 鬼貫句碑

上島鬼貫が詠んだ「古城や茨くろなる蟋蟀」の句が刻まれ、幕末の文人、山口太乙・岡田糠人・梶曲阜が慶応元年（1865年）建立。

## 交通
- JR福知山線「伊丹駅」下車、徒歩約3分